# Kosma III Medyceusz
Cosimo III de’ Medici (ur. 14 sierpnia 1642 we Florencji, zm. 31 października 1723) – suwerenny książę Wielkiego Księstwa Toskanii w latach 1670–1723.
Jego ojcem był Ferdynand II Medyceusz, a matką Wiktoria della Rovere. Obaj bracia Cosima zmarli (Mateusz w 1667, a Leopold w 1675). Matka przekonała go by zwolnił część ministrów ojca i zatrudnił w ich miejsce duchownych, z którymi miała dobre kontakty. Cosimo popierał reformę w łonie zakonu franciszkańskiego. Wspierał misje ludowe prowadzone przez św. Leonarda z Porto Maurizio.
Na jego dworze służył botanik Paolo Boccone.

## Małżeństwo i potomstwo
20 czerwca 1661 roku we Florencji Cosimo poślubił Małgorzatę Ludwikę Burbon, córkę Gastona, księcia Orleanu i Małgorzaty Lotaryńskiej.
Małgorzata Ludwika była kuzynką króla Francji – Ludwika XIV.
Małgorzata starała się wielokrotnie o unieważnienie małżeństwa, ostatecznie porzuciła Kosmę III w 1675 roku i wróciła do Francji. Para miała trójkę dzieci:
- Ferdynand (1663–1713),
- Annę Marię Ludwikę (1667–1743), żonę Jana Wilhelma, elektora Palatynatu,
- Gian Gastone (1671–1737)